# U'redu
U'redu je bila glasbena skupina, ki je delovala med leti 1989 in 1992. Največji hit skupine je bila priredba skladbe Na vrhu nebotičnika, ki je izšla na albumu Let's Dance! leta 1992. Skupina je izdajala glasbo v slovenščini in srbo-hrvaščini in nastopala po celotni bivši Jugoslaviji. Znana je kot skupina v kateri je glasbeno kariero začel Magnifico.

## Zasedba
V času izdaje prve albuma so bili člani skupine:
- Robert Pešut (Magnifico) (vokal, kitara)
- Matjaž Šemrov - Šemsa (vokal, tolkala)
- Gregor Meše - Mešo (bobni)
- Dejan Savič (klaviature)
- Marjan Gradišar-Mak (vokal, bas kitara)
- Barbara Tratnik (klavijature [sic])

## Diskografija
Skupina je izdala dva albuma:
- Goli (1990, ZKP RTVS)
- Let's Dance! (1992, Croatia Records)